# Selbstentzündung

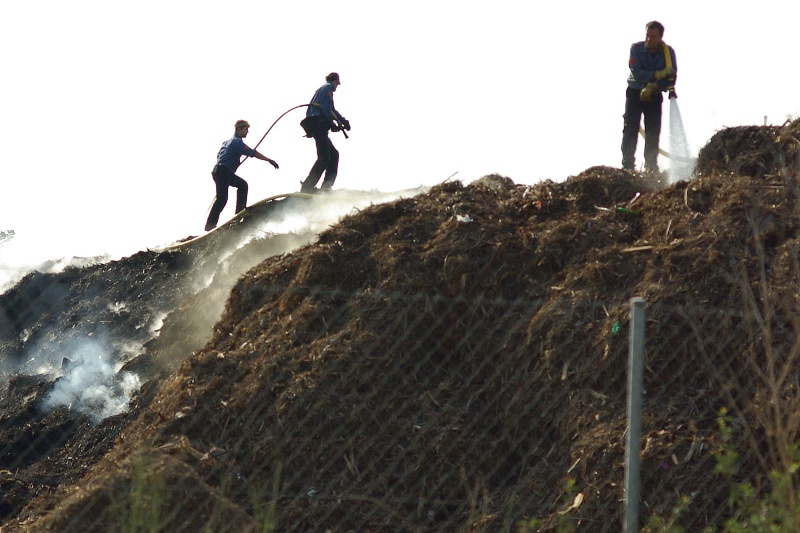
Feuerwehrleute beim Löschen eines großen Komposthaufens nach dessen Selbstentzündung

Als Selbstentzündung bezeichnet man die spontane Entzündung brennbarer Materialien. Eine Entzündung erfolgt grundsätzlich, sobald die Selbstentzündungstemperatur erreicht ist. Katalysatoren oder Oberflächeneffekte können diese „Schwellentemperatur“ senken.

## Selbstentzündung organischen Materials

Der hohe Sauerstoffgehalt mancher organischer Moleküle, hier des Holzbestandteils Lignin, begünstigt sowohl die Verrottung als auch die Selbstentzündung bei Überhitzung und den Brand von Grünholz.

Zu einer Selbstentzündung kann es kommen, wenn ausreichend große Mengen von leicht brennbarem organischem Material (zum Beispiel Heu, Kohle, Mehl, ölgetränkte Lappen oder Holzspäne) mit ausreichender, aber nicht zu starker Durchlüftung lagern. In diesen Materialien können verschiedene Prozesse zur Selbstentzündung führen.
Einerseits kann es in kohlenhydratreichen Materialien durch biologische Oxidation (Verwesung) zu einer ausreichenden Temperaturerhöhung kommen, um chemische Prozesse anzustoßen, die dann zur Entzündung führen, wenn keine ausreichende Wärmeabfuhr gewährleistet ist. Dies ist genauer unter Selbstentzündung von feuchtem Heu erklärt.
Derselbe Mechanismus gilt jedoch nicht nur für Heu, sondern für jede größere ausreichend feuchte Ansammlung kohlenhydratreichen Materials. So kann es auch bei Komposthaufen unter bestimmten Umständen zu Selbstentzündung kommen. Auch Hausmüll von Mülldeponien kann zur Selbstentzündung neigen, weswegen hier großflächige Areale mit Wärmebildkameras überwacht werden. 
Ebenso kann dies bei getrocknetem Klärschlamm passieren, wenn der Feuchtigkeitsgehalt im Trockengut zu hoch ist. Entsprechend sind Klärschlammbrände auch nicht mit Wasser zu löschen, sondern auseinanderzuziehen und abreagieren zu lassen.

### Pflanzenöl
Andererseits können ungesättigte Verbindungen wie zum Beispiel Pflanzenöle, wenn sie auf einer großen Oberfläche verteilt sind, durch direkte Oxidation mit Luftsauerstoff genügend Wärme erzeugen, um unter entsprechenden Bedingungen (größere Menge locker gelagertes Schüttgut) einen Schwelbrand und schließlich ein offenes Feuer auszulösen. Ölgetränkte Lappen müssen daher nach Gebrauch in dicht schließenden Metallgefäßen gelagert bzw. direkt einer kontrollierten Verbrennung (z. B. im Werkstattofen) zugeführt werden. Insbesondere gilt dieses Gebot bei einer Verarbeitung aushärtender Öle wie Leinölfirnis oder in stärkerem Maße noch bei modernen Hartölen. Ein locker zusammengeknüllter getränkter Lappen bietet hier eine nahezu ideale Kombination von Reaktionsoberfläche und Wärmestau, was mit erheblicher Wahrscheinlichkeit in kritische Bereiche führen kann.
Bei unsachgemäß gereinigter, mit solchen Pflanzenölen verschmutzter Wäsche wird eine Selbstentzündung durch die schlechte Wärmeabfuhr bei der Lagerung in größeren Stapel oder Haufen gefördert. Die Verwendung von Wäschetrocknern oder Wäschemangeln erhöht diese Gefahr weiter, sofern die Wäsche nicht am Ende des Vorgangs abgekühlt wird.

### Kohle
Auch durch Selbstentzündung gefährdet sind Kohlehalden und unterirdische Kohlelagerstätten (vergleiche Kohlebrand und brennende Halden), die nahe der Erdoberfläche liegen oder freigelegt wurden (zum Beispiel in China). Kohlehalden werden daher oft mit Wasser gekühlt oder umgelagert.

## Spontane chemische Selbstentzündung
Manche Substanzen reagieren schon bei Zimmertemperatur unter Flammenerscheinung mit dem Sauerstoff der Luft. So entzünden sich Caesium, Rubidium, weißer Phosphor, Lithium, Aerosole von Metallpulvern wie z. B. Eisen, Aluminium, viele substituierte Phosphine oder auch Silane bei Zimmertemperatur bei Kontakt mit dem Luftsauerstoff spontan; man nennt sie pyrophor.
Eine vergrößerte Oberfläche verstärkt die Entzündungsneigung stark. So erwärmt sich frisch hergestelltes Magnesiumpulver an der Luft bis zur Selbstentzündung. Größere Mengen Metallstaubs (z. B. Abfallgemische) können sich durch die eigene Isolationswirkung im Innern stark erwärmen, dadurch können auch etwas weniger reaktive Metalle wie Aluminium zur Selbstentzündung neigen. Auch Kohlestaub kann sich aufgrund seiner großen Oberfläche durch eine Reaktion mit Sauerstoff erwärmen und entzünden. So kam es häufiger zu Bränden in Kohleflözen oder bei umgelagerter Kohle. Im Haushalt oder der Hobbywerkstatt besteht ein erhöhtes Selbstentzündungs-Risiko durch Rückstände von flüssigen Beschichtungsstoffen wie z. B. Naturharzen oder durch fett- oder ölgetränkte Lappen oder Putzwolle.
Eine besondere Vorsicht ist beim Umgang mit reinem Sauerstoff, besonders auch in flüssigem Zustand, zu beachten, da sich unter Anwesenheit von reinem Sauerstoff viele Stoffe besonders leicht entzünden. Deshalb müssen die Armaturen von Sauerstoffflaschen frei von Fetten und Ölen sein, um eine Selbstentzündung zu verhindern.

## Trivia
Eine moderne Sage hingegen ist die spontane menschliche Selbstentzündung.